# Metallyra wladimirii
Metallyra wladimirii är en skalbaggsart som beskrevs av Veiga-ferreira 1971. Metallyra wladimirii ingår i släktet Metallyra och familjen långhorningar. Inga underarter finns listade i Catalogue of Life.